# Джо Байдън
Джоузеф Робинет (Джо) Байдън-младши (на английски: Joseph Robinette "Joe" Biden, Jr.) е американски политик от Демократическата партия, 46-и президент на Съединените американски щати.
Той е вицепрезидент на страната при президента Барак Обама за 2 мандата в периода 2009 – 2017 г. Преди това е сенатор от щата Делауеър в продължение на 36 години от 1973 г. Съпруга на Байдън и първа дама на САЩ е преподавателката Джил Байдън.

## Произход, образование и семейство
Роден е в Скрантън, Пенсилвания, син е на Джоузеф Байдън старши (1915 – 2002) и Катрин Финеган (1917 – 2010), католици от ирландско потекло. Живее там в продължение на 10 години, после се премества в Делауеър. Има 2 братя – Джеймс и Франсис, и сестра Валъри. Става трезвеник след придобити отрицателни впечатления от употребата на алкохол в семействата на родителите си. В юношеството и младостта си Байдън страда от заекване, но го преодолява посредством дълги часове рецитиране на поезия пред огледало.
Байдън посещава училището Арчмиър Академи в Клеймонт, Делауеър, и го завършва през 1961 г. През 1965 г. получава бакалавърска степен от Университета на Делауеър в Нюарк със специалности история и политология, на 506-о място по успех от 688 студенти. През 1968 г. става доктор по право в Правния колеж на Сиракузкия университет, където по собствените си думи се е представил под възможностите си. От 1963 до 1968 г. Байдън получава 5 отлагания от военна служба (колкото и вицепрезидентът Дик Чейни), по време на Виетнамската война, а през април 1968 г. е освободен от служба заради астма, от която е страдал като юноша. Байдън не участва в движението против Виетнамската война. По-късно казва, че е бил прекалено зает със семейството и следването си.
Джо Байдън се жени за Нейлия Хънтър през 1966 г. и им се раждат 3 деца – Джоузеф „Бо“ Байдън III (1969 – 2015), Робърт Хънтър Байдън (р. 1970 г.) и Наоми (1971 – 1972). Съпругата и едногодишната му дъщеря загиват в автомобилна катастрофа на 18 декември 1972 г., а синовете му са ранени, но се възстановяват напълно.
През 1977 г. Байдън се жени за Джил Джейкъбс, от която има дъщеря Ашли, р. 1981 г.
Синът му Бо Байдън става военен съдия-адвокат, участва в Иракската война, по-късно е избран за главен прокурор на щата Делауеър. Умира от рак на мозъка през 2015 г. Хънтър Байдън е адвокат във Вашингтон.
Байдън има общо 4 деца, 7 внуци и 1 правнук.

## Политическа кариера
През 1969 г. Байдън става адвокат, а през 1970 г. е избран за член на окръжния съвет (County council) на Делауеър.
През 1972 г. се кандидатира за сенатор от щата Делауеър в Сената на САЩ. Кампанията му се управлява от сестра му Валери Байдън Оуенс, попълнена е и от други членове на семейството, поради липсата на средства за наемане на професионални служители, и разчита на раздаване на листовки с позициите му. Той се концентрира върху изтеглянето от Виетнам, околната среда, гражданските права и „промяната“. На 7 ноември 1972 г. Байдън изненадващо побеждава републиканския сенатор-ветеран Джеймс Богс с 3162 гласа и става петият най-млад американски сенатор в историята (на минималната допустима от Конституцията възраст 30 г.). Катастрофата на 18 декември 1972 г., в която загиват съпругата и дъщеря му, а синовете му са ранени (колата на Нийла Байдън е блъсната от камион, докато тя излиза от пресечка; шофьорът на камиона е оправдан), го разтърсва. Той обмисля да се откаже от сенатското си място, за да се грижи за синовете си, но е убеден да заеме поста от лидера на демократите в Сената Майк Мансфийлд и произнася клетвата за встъпване в длъжност до леглото на един от синовете си. Байдън не работи всяка година на 18 декември.
Преизбиран е през 1978, 1984, 1990, 1996 и 2002 г. и е на шесто място по най-дълга служба в настоящия Сенат. Байдън се откроява сред сенаторите с това, че пътува до работното си място с държавната железница и с това, че е на дъното на таблицата по лично богатство, оценявано на $100 000-$150 000.

### Външна политика
Джо Байдън е дългогодишен член на Сенатската комисия по външни отношения. В отговор на отказа на Конгреса на САЩ да ратифицира договора SALT II, подписан от съветския лидер Леонид Брежнев и президента Джими Картър през 1979 г., Байдън по своя инициатива се среща с министъра на външните работи на СССР Андрей Громико, информира го за американските тревоги и интереси и осигурява няколко промени, които вземат предвид противопоставянето от страна на Комисията по външни отношения.

#### Балкани
Байдън редовно пътува до Балканите през 90-те години, застъпва се вдигането на оръжейното ембарго и обучението на босненските мюсюлмани, разследването на военни престъпления и военни удари на НАТО. Според Байдън на среща с югославския президент Слободан Милошевич той го нарича „военнопрестъпник“, макар някои от присъстващите на срещата да не си спомнят такова изказване. В автобиографичната си книга Promises to Keep Байдън се описва като водеща фигура в определянето на американската политика за Балканите Босна, съществено спомагайки за убеждаването на президента Бил Клинтън да се намеси с военна сила във войната в Босна и Херцеговина, но според служители в Конгреса, както и записите на гласуванията и речите му, ролята му не е била ключова. Байдън нарича приноса си в определянето на политиката на САЩ спрямо Балканите „най-гордият момент в обществения ми живот“, наред с работата си по приемането на Закона против насилие срещу жените. Той призовава за разширение на НАТО.

#### Ирак
През 1991 г. Байдън гласува против резолюцията за Войната в Персийския залив. През 2002 г. заявява, че Саддам Хюсеин е заплаха за националната сигурност и няма друг избор, освен заплахата да бъде елиминирана. Той гласува в подкрепа на резолюцията за нахлуването на САЩ в Ирак, по-късно определяйки гласа си като „грешка“, но след това предлага резолюции за промяна на американска стратегия. Байдън е водещ застъпник на идеята за създаването на хлабава федерация от етнически държави на кюрдите, шиитите и сунитите в Ирак. През септември 2007 г. Сенатът приема незадължаваща резолюция в подкрепа на подобен план. Политическото ръководство на Ирак отхвърля такова предложение като де факто разделяне на страната, а американското посолство в Ирак се дистанцира от идеята.
След Руско-грузинската война през август 2008 г. Байдън подтиква администрацията на президента Джордж У. Буш да подкрепи пакет от $ 1 млрд. за възстановяването на Грузия.

### Правосъдие
Байдън е служил като председател на Сенатската комисия по правосъдие (занимаваща се с въпроси като борба срещу разпространението на наркотици, предотвратяване на престъпления и защита на гражданските свободи) и е водач в създаването на Закона за контрол над насилствените престъпления и на Закона против насилието срещу жени. Той председателства Комисията по правосъдие по време довелите до спорове номинации на за Върховния съд на САЩ на Робърт Борк (номинацията е отхвърлена от Сената през 1987 г.) и Кларънс Томас (номинацията е одобрена през 1991 г., въпреки съпротивата от страна на либерални кръгове в САЩ).

### Вицепрезидент
През 1988 г. Байдън се кандидатира за президент на първичните избори на Демократическата партия, но рано се оттегля, след като е обвинен, че е плагиатствал от реч на британския политик Нийл Кинък, тогавашен водач на Лейбъристката партия. Байдън неуспешно се кандидатира за президент и през 2008 г. Спечелилият първичните избори на Демократическата партия през 2008 г. сенатор от щата Илинойс Барак Обама го избира за кандидат-вицепрезидент на Демократическата партия на 22 август 2008 г. На 4 ноември 2008 г. тандемът Обама/Байдън убедително печели изборите срещу тандема на Републиканската партия МакКейн/Пейлин. Встъпвайки в длъжност на 20 януари 2009 г., Байдън става първият вицепрезидент католик и първият от щата Делауеър.

### Президент
Байдън печели изборите през 2020 година заедно с кандидатката за вицепрезидент Камала Харис. Изборът на Байдън и Харис е оспорван от другия основен претендент – настоящият към този момент президент на страната Доналд Тръмп – който обявява себе си за победител. Доказателства за предполагаемите „огромни измами“ и „кражба на избора“ обаче не са предоставени, като фактите потвърждават, че изборите са били честни и гласовете на избирателите са отчетени коректно, а практически всички заведени от Тръмп и поддръжниците му искове в американските съдилища към декември 2020 година, включително във Върховния съд, биват отхвърлени. След проведеното от избирателната колегия гласуване, Байдън е поздравен за победата и от най-висшите политици в Републиканската партия, включително от лидера на мнозинството в американския Сенат, Мич Макконъл.

## Оттегляне от Белия дом
На 20 януари 2017 г. Байдън е наследен от Майк Пенс на поста вицепрезидент.
След оттеглянето си от поста на вицепрезидент Байдън често критикува работата на администрацията на президента Тръмп и често поставя под съмнение ефективността ѝ.

## Твърдения за посегателства
Съществуват снимки и видеоклипове, които показват Байдън в това, което някои смятат за неподходяща близост с жени и деца, включително целувки и докосвания. Байдън се определя като „тактилен политик“ и признава, че това поведение му е създавало проблеми в миналото.
На 29 март 2019 г. бившата председателка на парламента на щата Невада Люси Флорес твърди, че Байдън я докосва без нейното съгласие на митинг на кампания през 2014 г. в Лас Вегас. В списанието The Cut New York Magazine Флорес пише, че Байдън е отишъл зад нея, сложил ръце на раменете ѝ, помирисал косата ѝ и целунал задната част на главата, добавяйки, че начинът, по който я е докоснал, е интимен, запазен за близки приятели, семейство или романтични партньори – „и се чувствах безсилна да направя нещо по въпроса“. Говорителят на Байдън съобщава, че той не си спомня случая.
Два дни по-късно Ейми Лаппос, бивш помощник на конгресмена Джим Химес, казва, че Байдън я докосва по неподходящ начин, като държи главата си като търка носа си с нея в политически фонд в Гринуич през 2009 г. Следващият ден още две жени излизат с обвинения за непристойно поведение. Кейтлин Карузо казва, че Байдън е поставил ръка на бедрото ѝ, а DJ Хил твърди, че той е прокарал ръка от рамото ѝ надолу по гърба. Али Кол, Софи Карасек и Вейл Конерт-Яунт в началото на април казват пред „Вашингтон пост“, че Байдън ги е докосвал по начини, които са ги карали да се чувстват неудобно.
През април 2019 г. Байдън се извинява, че хората не са разбрали поведението му, но твърди, че намеренията му са били почтени; той продължава да настоява, че не съжалява за нищо, което някога е правил, което кара критиците да го обвиняват в изпращане на смесени сигнали.

## Кандидат за президент
Между 2016 г. и 2019 г. медиите често споменават Байдън като вероятен кандидат на изборите през 2020. На въпроса му дали ще се кандидатира, той дава разнообразни отговори, казвайки „никога не казвай никога“. В един момент той предполага, че не вижда сценарий, при който отново ще бъде кандидат за президент, но няколко дни по-късно каза: „Ще тичам, ако мога да ходя.“ През януари 2018 г. е сформиран комитет за политически действия, известен като „Време е за Байдън“, който иска участието на Байдън в надпреварата.
Байдън заявява, че ще реши дали да се кандидатира или не до януари 2019 г. но по това време не прави съобщение. Негови приближени казват, че той е „много близо да каже да“, но че е загрижен за ефекта, който друг президентски мандат може да окаже върху семейството и репутацията му, както и борбите за набиране на средства и схващанията за неговата възраст и относителния центризъм. От друга страна, той е подтикнат да управлява „чувството си за дълг“, обидата към президентството на Тръмп, липсата на външнополитически опит сред другите демократични надежди и желанието му да насърчава „прогресивизъм за изграждане на мост“ в партията. Той стартира кампанията си на 25 април 2019 г. Избира Филаделфия, Пенсилвания, като щаб на своята кампания.
На 15 юли 2019 г. неправителствената инициатива за борба с рака, стартирана от Байдън, обявява, че ще прекрати дейността си в обозримо бъдеще. Байдън и съпругата му напускат борда на инициативата през април като етична предпазна мярка, преди той да започне президентската си кампания.
През септември 2019 г. е съобщено, че президентът Тръмп е оказал натиск върху украинския президент Владимир Зеленски да разследва предполагаеми неправомерни действия от страна на Байдън и неговия син Хънтър Байдън. Въпреки твърденията, към септември 2019 г. не са представени доказателства за никакви нарушения от страна на баща и син Байдън. Медиите широко интерпретираха този натиск за разследване на семейство Байдън като опит да се навреди на шансовете на Байдън да спечели президентството, което довежда до политически скандал и импийчмънт на Тръмп от Камарата на представителите на САЩ.
В началото на 2019 г. Тръмп и неговите съюзници лъжливо обвиняват Байдън, че е освободил украинския генерален прокурор Виктор Шокин, тъй като той уж е провеждал разследване срещу Burisma Holdings, в което е нает Хънтър Байдън. Байдън е обвинен, че е отказал помощ от Украйна за 1 милиард долара в тези усилия. През 2015 г. тогавашният вицепрезидент Байдън притиска украинския парламент да отстрани Шокин, тъй като САЩ, Европейският съюз и други международни организации го смятат за корумпиран и неефективен, и по-специално не настоятелно разследва Burisma Holdings. Удържането на 1 милиард долара помощ е част от тази официална политика.
През цялата 2019 г. Байдън води своите пред съперниците си в Демократическата партия в националните проучвания и е смятан за водещ кандидат в демократичните президентски първични избори. Но след разочароващи участия в първичните състезания в щатите Айова и Ню Хемпшир в началото на 2020 г., той изпада на второ място зад Бърни Сандърс в средата на февруари. След като печели първичните избори в Южна Каролина и оттеглянето и последвалата подкрепа на Пийт Бутиджидж и Ейми Клобучар, Байдън постига убедителни победи в първичните избори на Супер вторник на 3 март и си възвръща преднината. Байдън разширява преднината си със силни победи в четири щата (Айдахо, Мичиган, Мисисипи и Мисури) на 10 март.
Със спирането на кампанията на Бърни Сандърс на 8 април 2020 г. Байдън става предполагаемият кандидат за президентските избори на Демократическата партия. По този начин на възраст от 77 години, Байдън се превръща в най-възрастния човек издиган за президент от двете големи партии.
Месец преди да стане предполагаем кандидат за президент, Байдън се ангажира да излъчи за свой кандидат за вицепрезидент жена. На 11 август 2020 г. Байдън избира за вицепрезидент сенатора от щата Калифорния Камала Харис.
На изборите на 3 ноември 2020 Байдън е избран за 46-ия президент на САЩ побеждавайки действащия президент Доналд Тръмп. За Байдън гласуват 81 281 888 души и печели 306 електорални гласа, докато за Тръмп гласуват 74 223 251 и получава 232 електорални гласа.

## Президентство
Байдън встъпва в длъжност като 46-ия президент на САЩ на 20 януари 2021 г., наследявайки на поста Доналд Тръмп.
При встъпването си в длъжност на 20 януари 2021 г. Байдън е на 78 години и 61 дни, което го превръща в най-възрастния президент в историята на САЩ. Също така се превръща във втория президент католик след Джон Кенеди. Тогава Байдън е по-възрастен със 79 дни от Роналд Рейгън, който напуска президентския пост през 1989 г. малко преди 78-ия си рожден ден.
Също като Рейгън, Байдън е по-възрастен от четирима свои предшественици. За разлика от Рейгън (по-възрастен от 35-ти президент Кенеди (1961 – 1963), 37-ми президент Ричард Никсън (1969 – 1974), 38-ми Джералд Форд (1974 – 1977) и 39-ти Джими Картър (1977 – 1981) предшествениците на Байдън са били последователно преди него, заемали президентския пост в продължение на 28 години – Бил Клинтън (1993 – 2001), Джордж Буш (2001 – 2009), Барак Обама (2009 – 2017) и Доналд Тръмп (2017 – 2021).
Байдън се превръща в първия президент на САЩ, навършил 79, 80, 81 и 82 години докато е на поста.
След смъртта на Джими Картър на 100 годишна възраст на 29 декември 2024 г. Байдън става най-възрастния жив президент на страната.
На 8 януари 2025 г. Байдън става първият президент на САЩ, който е станал прадядо, докато е на поста.

## Личен живот
През февруари 1988 г. Байдън е опериран по спешност заради мозъчна аневризма и получава последно причастие от католически свещеник. Възстановяването го отвлича от сенатските му задължения в продължение на седем месеца. Байдън не е имал повторни прояви на аневризма оттогава.